# Scooby-Doo a invaze vetřelců
Scooby-Doo a invaze vetřelců (v anglickém originále Scooby-Doo and the Alien Invaders) je americký animovaný komediální mysteriózní film z roku 2000. Jedná se o třetí direct-to-video film na motivy stejnojmenného kresleného seriálu. Film produkovala společnost Warner Bros. Animation ve spolupráci s Hanna-Barbera. Byl animován japonským animačním studiem Mook Animation. 
Jedná se o poslední film, v němž Mary Kay Bergmanová namluvila Daphne. Zemřela v listopadu roku 1999. Film je věnován její památce. Je to také poslední film, který používá tradiční animaci, později se začaly používat digitální barvy a digitální inkoust.

## Příběh
Skupina projíždí písečnou bouří a vjede na vládní pozemek. Při pozorování UFO havaruje poblíž města. Shaggy a Scooby-Doo zůstanou v dodávce, zatímco ostatní se vydají hledat pomoc. Nedlouho poté se dvojice setká s mimozemšťany, kteří je pronásledují až do města. Všichni se znovu setkají v bistru, kde jim servírka Dottie řekne, že místní obyvatelé mimozemšťany nikdy neviděli, ale v noci pozorují záhadná světla a slyší zvláštní zvuky. Šéfkuchař Sergio dodává, že lidé opustili město, protože přes noc mizí dobytek. Jeden z hostů tvrdí, že vyfotil mimozemšťany, a parta se vydá k němu domů, kde zjistí, že je pouze malíř. Ten jim nabídne, že u něj mohou přenocovat.
Během spánku jsou Shaggy a Scooby uneseni mimozemšťany. V poušti je probudí fotografka Crystal a její pes Amber, kteří je odvezou zpět do bistra. Během společně stráveného času Crystal prozradí, že je tajnou vládní agentkou a má vyšetřit aktivitu mimozemšťanů. Shaggy ji vezme do jeskyní, kde se s mimozemšťany poprvé setkali a najdou pozoruhodné naleziště zlata. Poté je objeví mimozemšťané a vojenská policie a začnou je pronásledovat. Zbytek party požádá místního mechanika Bucka, aby jim opravil dodávku. Seznámí se s Maxem, členem pátrací skupiny po mimozemšťanech SALF, který je vezme na setkání se zbytkem svého týmu. Na botách týmu SALF uvidí zaschlé bláto a pojme[kdo?] podezření. Vezme své přátele do nedalekého kaňonu, kde chtějí pátrat. V několika jeskyních najdou vyschlé koryto řeky spolu s důlním vybavením a zlatem. Opět se objeví mimozemšťané a zajmou Velmu, Freda a Daphne. Zbytek skupiny pronásleduje mimozemšťany, kteří se odhalí jako tým SALF. Dozvědí se, že jeskyně je součástí zlatého dolu z 19. století, který se nachází na vládním pozemku, a proto ho drželi v tajnosti. Aby udrželi veřejnost dál, vymysleli si mimozemské převleky a najímali agenty, kteří jim v tom pomáhali.
Agenti zahnali Shaggyho, Scoobyho, Crystal a psa Amber do kouta. Agenti zahnali Shaggyho, Scoobyho, Crystal a psa Amber do kouta. Crystal a Amber se odhalí jako skuteční mimozemšťané a přiznají, že to oni způsobili Shaggyho havárii a použili televizní signály ze šedesátých let k tomu, aby se zamaskovali. Rozloučí se s nimi a opustí Zemi. Tým SALF je chycen, shledán vinným a odsouzen na doživotí. Buck opraví dodávku a parta může pokračovat v cestě.

## Obsazení
- Scott Innes jako Scooby a Shaggy
- Mary Kay Bergman jako Daphne
- Frank Welker jako Fred
- B.J. Ward jako Velma
- Jeff Bennett jako Lester a falešní řešitelé záhad 2
- Jennifer Hale jako Dottie
- Mark Hamill jako Steve, Agent a falešní řešitelé záhad 1
- Candi Milo jako Crystal a Amber
- Kevin Michael Richardson jako Max a mimozemšťané
- Neil Ross jako Sergio a Buck
- Audrey Wasilewski jako Laura